# 烏馬里區
9°51′41″S 76°02′32″W / 9.8614°S 76.0422°W
烏馬里區（西班牙語：Distrito de Umari），是秘魯的一個區，位於該國中部瓦努科大區的帕奇特阿省，始建於1918年11月29日，面積149.1平方公里，海拔高度2,500米，2005年人口12,915，人口密度每平方公里87人。